# 1412
| [ Edytuj tabelę ]                          | |
| Król Polski                                | - 1386 Władysław II Jagiełło 1434 |
| Współksiążęta Andory                       | - 1396 Galcerà de Vilanova 1415 - 1398 Izabela 1412 - 1398 Archibald 1412 - 1412 Jan I 1436                                           |
| Król Anglii                                | - 1399 Henryk IV 1413 |
| Król Aragonii i Walencji, hrabia Barcelony | - 1410 interregnum 1412 - 1412 Ferdynand I Sprawiedliwy 1416                                                                          |
| Władca Azteków                             | - 1395 Huitzilíhuitl 1417 |
| Elektor Brandenburgii                      | - 1411 Zygmunt Luksemburski 1415 |
| Książę Bawarii-Ingolstadt                  | - 1375 Stefan III 1413 |
| Książę Bawarii-Landshut                    | - 1393 Henryk XVI Bogaty 1450 |
| Książę Bawarii-Monachium                   | - 1397 Ernest 1438 |
| Książę Burgundii                           | - 1404 Jan bez Trwogi 1419 |
| Cesarz Bizancjum                           | - 1391 Manuel II Paleolog 1425 |
| Sułtan Brunei                              | - 1405 Muhammad 1415 |
| Cesarz Chin                                | - 1402 Yongle 1424 |
| Król Cypru                                 | - 1398 Janusz 1432 |
| Król Czech                                 | - 1378 Wacław IV Luksemburski 1419 |
| Król Danii                                 | - 1387 Małgorzata I 1412 - 1396 Eryk Pomorski 1439                                                                                    |
| Dalajlama                                  | - 1391 Gendun Drup 1474 |
| Władca Egiptu                              | - 1405 An-Nasir Faradż 1412 - 1412 Al-Musta’in 1412 - 1412 Al-Mu’ajjad Szajch 1421                                                    |
| Cesarz Etiopii                             | - 1382 Dawid I 1413 |
| Król Francji                               | - 1380 Karol VI 1422 |
| Król Gruzji                                | - 1407 Konstantyn I 1412 - 1412 Aleksander 1442                                                                                       |
| Hrabia Holandii                            | - 1404 Wilhelm VI 1417 |
| Władca Inków                               | - 1410 Viracocha 1438 |
| Cesarz Japonii                             | - 1392 Go-Komatsu 1412 - 1412 Shōkō 1428                                                                                              |
| Kalif                                      | - 1406 Al-Musta’in 1414 |
| Król Kastylii i Leónu                      | - 1406 Jan II Kastylijski 1454 |
| Patriarcha Konstantynopola                 | - 1410 Eutymiusz II 1416 |
| Władca Korei                               | - 1400 Taejong 1418 |
| Najwyższy książę litewski                  | - 1401 Jagiełło 1434 |
| Wielki książę litewski                     | - 1392 Witold 1430 |
| Cesarz Majapahitu                          | - 1389 Wikramawardhana 1429 |
| Sułtan Maroka                              | - 1398 Usman III 1421 |
| Książę Mediolanu                           | - 1402 Giovanni Maria 1412 - 1412 Filip Maria 1447                                                                                    |
| Wielki książę moskiewski                   | - 1389 Wasyl I 1425 |
| Król Nawarry                               | - 1387 Karol III Szlachetny 1425 |
| Król Norwegii                              | - 1387 Małgorzata I 1412 - 1396 Eryk Pomorski 1442                                                                                    |
| Sułtan Omanu                               | - 1406 Machzum ibn al-Fallah 1435 |
| Elektor Palatynatu                         | - 1410 Ludwik III 1436 |
| Papież awinioński                          | - 1394 Benedykt XIII 1417 |
| Papież soborowy                            | - 1410 Jan XXIII 1415 |
| Papież                                     | - 1406 Grzegorz XII 1415 |
| Król Portugalii                            | - 1385 Jan I 1433 |
| Cesarz Rzymski (niemiecki)                 | - 1410 Zygmunt Luksemburski 1437 |
| Kapitanowie Regenci San Marino             | - 1412 Simone di Menghino de Calcigni Foschino di Benedetto Madroni 1412 - 1412 Antonio di Segna Giovanni di Ugolino di Giovanni 1412 |
| Despota Serbii                             | - 1402 Stefan IV Lazarević 1427 |
| Elektor Saksonii                           | - 1388 Rudolf III Saski 1419 |
| Król Szkocji                               | - 1406 Jakub I 1437 |
| Król Szwecji                               | - 1389 Małgorzata 1412 - 1396 Eryk XIII Pomorski 1439                                                                                 |
| Król Tajlandii                             | - 1409 Intha Racha 1424 |
| Sułtan Turków                              | - 1402 bezkrólewie 1413 |
| Doża Wenecji                               | - 1400 Michele Steno 1413 |
| Król Węgier                                | - 1387 Zygmunt Luksemburski 1437 |
| Cesarz Wietnamu                            | - 1409 Trùng Quang Đế 1414 |
| Wielki mistrz zakonu krzyżackiego          | - 1410 Henryk von Plauen 1413 |

Rok 1412 / MCDXII
stulecia: XIV wiek ~
XV wiek ~
XVI wiek

lata: 1402 «
1407 «
1408 «
1409 «
1410 «
1411 «
1412
» 1413
» 1414
» 1415
» 1416
» 1417
» 1422

## Wydarzenia w Polsce
- Posłowie weneccy zaproponowali Jagielle pomoc pieniężną i wojskową przeciw Zygmuntowi, kr. Węgier; w tym samym roku ślub Cymbarki, siostrzenicy Jagiełły z Ernestem Żelaznym, ks. Austrii przypieczętował sojusz Habsburgów z Polską przeciw Luksemburgom
- Jagiełło oskarżył Zakon o niedotrzymywanie ustaleń pokojowych z powodu opóźnienia wypłat odszkodowań wojennych.
- Marzec – Jagiełło zawarł z Zygmuntem rozejm w Nowej Wsi, 15 marca zaś w Lubowli podpisano traktat przymierza polsko-węgierskiego
- 18 maja – Zakon pod presją Zygmunta zgodził się na przekazanie sporu z Polską pod jego osąd.
- Czerwiec – podczas spotkania w Budzie Zygmunt zastawił Jagielle trzynaście miast spiskich w zamian za zgodę na przejęcie przez Węgry części odszkodowania krzyżackiego dla Polski i uzyskał zgodę Jagiełły na przekazanie sporu polsko-krzyżackiego pod jego sąd.
- W sierpniu Zygmunt ogłosił wyrok - rozstrzygnął na niekorzyść Zakonu pretensje biskupów polskich, resztę odkładając do zbadania przez komisję - przy okazji naciska na Zakon o wypłatę należnego odszkodowania, grożąc przekazaniem Polsce Nowej Marchii; dla Jagiełły wyrok oznaczał możliwość rewizji pokoju toruńskiego, mistrz Zakonu został zaś zmuszony do przyjęcia warunków pod naciskiem partii pokojowej marszałka Michała Kuchmeistera - rozpoczął się powolny bieg procesu, w którym do 1414 - sędziowie polubowni unikali wydania wyroku.
- 8 listopada – jako zabezpieczenie pożyczki 37 tys. groszy praskich król Zygmunt Luksemburski przekazał Władysławowi Jagielle tzw. zastaw spiski.
- Mikołaj Trąba został arcybiskupem gnieźnieńskim.
- Ostroróg otrzymał prawa miejskie.

## Wydarzenia na świecie
- 16 stycznia – ród Medyceuszy został wskazany jako oficjalny bankier papiestwa.

## Urodzili się
- 6 stycznia – Joanna d’Arc, bohaterka narodowa Francji.

## Zmarli
- 31 marca lub 1 kwietnia – Albrecht Meklemburski, książę Meklemburgii i król Szwecji (ur. ok. 1339)
- 23 maja – An-Nasir Faradż, sułtan mamelucki (ur. 1389)
- 28 października – Małgorzata I, władczyni Danii, Norwegii i Szwecji (ur. 1353 r.)
- 20 lub 28 grudnia – Konrad III Stary, książę oleśnicki z dynastii Piastów (ur. ok. 1357 r.)
- data dzienna nieznana:
  - Dżalal ad-Din, chan złotej ordy (ur. 1380)